# 变红蛇根草
变红蛇根草（学名：Ophiorrhiza subrubescens）为茜草科蛇根草属的植物。分布在越南以及中国大陆的海南、广西、云南等地，生长于海拔600米至1,300米的地区，常生于林下阴湿处，目前尚未由人工引种栽培。